# Schizaspidia yakushimensis
Schizaspidia yakushimensis är en stekelart som beskrevs av Ishii 1938. Schizaspidia yakushimensis ingår i släktet Schizaspidia och familjen Eucharitidae. Inga underarter finns listade i Catalogue of Life.